# Serrat de Boratuna
Serrat de Boratuna är en bergskedja i Spanien.   Den ligger i regionen Katalonien, i den östra delen av landet, 600 km öster om huvudstaden Madrid.